# André Boerstra
Andries „André” Cornelis Dirk Boerstra (ur. 11 grudnia 1924 w Bandungu, zm. 1 sierpnia 2001 w Rijswijk) — były holenderski hokeista na trawie.
Pierwszymi igrzyskami dla Boerstry były w 1948 w Londynie.  Podczas tych igrzysk sportowiec wraz z holenderską reprezentacją, po 6. meczach zdobyli brązowy medal w hokeju na trawie.
Hokeista po raz kolejny wystąpił wraz z reprezentacją Holandii na igrzyskach w 1952 w Helsinkach. Boerstra wystąpił we wszystkich trzech meczach. W ciągu tych igrzysk udało się mu i jego reprezentacji osiągnąć 2. miejsce i srebrny medal w hokeju na trawie. Były to jego ostatnie igrzyska olimpijskie.